# ديوران (لاريجان السفلي)
دیوران (بالفارسية: دیوران) هي قرية تقع في إيران في قسم لاریجان السفلی الريفي. يقدر عدد سكانها بـ 113 نسمة بحسب إحصاء 2016.